# Yang Yu (ski acrobatique)
Dans ce nom chinois, le nom de famille, Yang, précède le nom personnel.
Yang Yu (née le 4 mai 1991), est une skieuse acrobatique chinoise spécialisée dans le saut acrobatique.

## Carrière
Sa première compétition internationale a eu lieu en 2007 aux championnats du monde juniors d'Airolo, où elle remporte la médaille d'argent. L'hiver suivant, elle fait ses débuts en coupe du monde. Après une pause de trois ans, elle retrouve la compétition aux Jeux asiatiques d'hiver de 2011, obtenant une médaille de bronze. En février 2012, elle atteint pour la première fois le podium lors de la manche de Kreischberg puis gagne à la Minsk la semaine suivante.

## Palmarès

### Coupe du monde
- Meilleur classement général : 23e en 2013.
- Meilleur classement en saut acrobatique : 6e en 2013.
- 5 podiums dont 2 victoires en saut acrobatique.